# Districte de Besiers

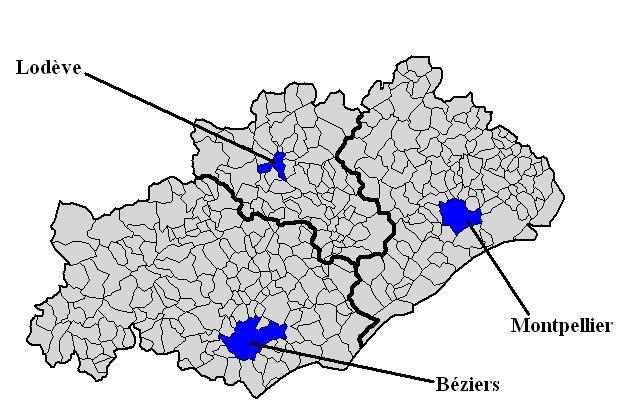
Els 3 districtes de l'Erau

El Districte de Besiers (en occità: Arrondiment de Besièrs i en francès: Arrondissement de Béziers) es troba a l'oest del departament francès de l'Erau, a la regió d'Occitània. Té 9 cantons i 152 municipis. El cap és la sotsprefectura de Besiers.

## Antics cantons
- cantó d'Agde
- cantó de Bedarius
- cantó de Besiers-1
- cantó de Besiers-2
- cantó de Besiers-3
- cantó de Besiers-4
- cantó de Capestanh
- cantó de Floreçac
- cantó de La Salvetat d'Agot
- cantó de Montanhac
- cantó de Murvièlh
- cantó d'Olargues
- cantó d'Olonzac
- cantó de Pesenàs
- cantó de Rojan
- cantó de Sanch-Inhan
- cantó de Saint-Gervais-sur-Mare
- cantó de Sant Ponç de Tomièiras
- cantó de Servian

## Actuals cantons
- cantó d'Agde
- cantó de Besiers-1
- cantó de Besiers-2
- cantó de Besiers-3
- cantó de Càsols de Besièrs
- cantó de Clarmont d'Erau (17 municipis)
- cantó de Mesa
- cantó de Pesenàs
- cantó de Sant Ponç de Tomièiras